# Alpiner Skieuropacup 2010/11
Die Saison 2010/2011 des Alpinen Skieuropacups begann für die Herren am 27. November 2010 in Trysil und für die Damen am 3. Dezember 2010 in Kvitfjell. Die ersten Herrenrennen hätten bereits am 10. und 11. November auf der Reiteralm stattfinden sollen, mussten aber wegen schlechter Pistenverhältnisse abgesagt werden. Eine Ersatzabfahrt auf der Reiteralm hätte einen Monat später stattfinden sollen, musste aber wegen schlechter Witterungsbedingungen erneut abgesagt werden. Diese Abfahrt wäre als sogenannte Sprintabfahrt in zwei Durchgängen ausgetragen worden, was es zuvor im Europacup noch nicht gegeben hatte. Die Saison endete mit dem Finale vom 13. bis 19. März 2011 in Formigal. Bei den Herren waren 39 Rennen (7 Abfahrten, 9 Super-G, 9 Riesenslaloms, 12 Slaloms und 2 Super-Kombinationen) und bei den Damen 37 Rennen (6 Abfahrten, 6 Super-G, 11 Riesenslaloms, 11 Slaloms und 3 Super-Kombinationen) geplant. Zumeist wegen wetterbedingter Probleme wurden bei den Herren 7 Rennen (3 Abfahrten, 2 Super-G und 2 Slaloms) und bei den Damen 4 Rennen (1 Abfahrt, 1 Super-G und 2 Riesenslaloms) ersatzlos abgesagt.

## Europacupwertungen

### Gesamtwertung
| Rang | Name                  | Land               | Punkte |
| ---- | --------------------- | ------------------ | ------ |
| 01   | Alexis Pinturault     | Frankreich         | 1065   |
| 02   | Bernhard Graf         | Österreich         | 0694   |
| 03   | Giovanni Borsotti     | Italien            | 0646   |
| 04   | Fritz Dopfer          | Deutschland        | 0553   |
| 05   | Nolan Kasper          | Vereinigte Staaten | 0525   |
| 06   | Matthias Mayer        | Österreich         | 0507   |
| 07   | Reto Schmidiger       | Schweiz            | 0492   |
| 08   | Justin Murisier       | Schweiz            | 0449   |
| 09   | Victor Muffat-Jeandet | Frankreich         | 0384   |
| 10   | Hans Olsson           | Schweden           | 0366   |

| Rang | Name                  | Land        | Punkte |
| ---- | --------------------- | ----------- | ------ |
| 01   | Jessica Depauli       | Österreich  | 1402   |
| 02   | Lisa Magdalena Agerer | Italien     | 0843   |
| 03   | Veronique Hronek      | Deutschland | 0831   |
| 04   | Simona Hösl           | Deutschland | 0661   |
| 05   | Stefanie Moser        | Österreich  | 0607   |
| 06   | Carmen Thalmann       | Österreich  | 0501   |
| 06   | Barbara Wirth         | Deutschland | 0501   |
| 08   | Anna Swenn-Larsson    | Schweden    | 0481   |
| 09   | Tamara Tippler        | Österreich  | 0474   |
| 10   | Frida Hansdotter      | Schweden    | 0470   |

### Abfahrt
| Rang | Name           | Land       | Punkte |
| ---- | -------------- | ---------- | ------ |
| 1    | Manuel Kramer  | Österreich | 214    |
| 2    | Petr Záhrobský | Tschechien | 173    |
| 3    | Johannes Kröll | Österreich | 172    |
| 3    | Vitus Lüönd    | Schweiz    | 172    |
| 5    | Marc Gisin     | Schweiz    | 125    |

| Rang | Name                | Land       | Punkte |
| ---- | ------------------- | ---------- | ------ |
| 1    | Stefanie Moser      | Österreich | 305    |
| 1    | Mariella Voglreiter | Österreich | 305    |
| 3    | Tamara Tippler      | Österreich | 240    |
| 4    | Tina Robnik         | Slowenien  | 174    |
| 5    | Mélissa Voutaz      | Schweiz    | 156    |

### Super-G
| Rang | Name             | Land       | Punkte |
| ---- | ---------------- | ---------- | ------ |
| 1    | Matthias Mayer   | Österreich | 440    |
| 2    | Bernhard Graf    | Österreich | 430    |
| 3    | Hans Olsson      | Schweden   | 250    |
| 4    | Matteo Marsaglia | Italien    | 215    |
| 5    | Mauro Caviezel   | Schweiz    | 204    |

| Rang | Name                  | Land        | Punkte |
| ---- | --------------------- | ----------- | ------ |
| 1    | Jessica Depauli       | Österreich  | 400    |
| 2    | Stefanie Moser        | Österreich  | 242    |
| 3    | Veronique Hronek      | Deutschland | 215    |
| 4    | Tamara Tippler        | Österreich  | 206    |
| 5    | Lisa Magdalena Agerer | Italien     | 201    |

### Riesenslalom
| Rang | Name              | Land        | Punkte |
| ---- | ----------------- | ----------- | ------ |
| 1    | Alexis Pinturault | Frankreich  | 595    |
| 2    | Giovanni Borsotti | Italien     | 413    |
| 3    | Fritz Dopfer      | Deutschland | 365    |
| 4    | Justin Murisier   | Schweiz     | 322    |
| 5    | Markus Nilsen     | Norwegen    | 287    |

| Rang | Name                  | Land        | Punkte |
| ---- | --------------------- | ----------- | ------ |
| 1    | Lisa Magdalena Agerer | Italien     | 469    |
| 2    | Veronique Hronek      | Deutschland | 465    |
| 3    | Jessica Depauli       | Österreich  | 456    |
| 4    | Simona Hösl           | Deutschland | 310    |
| 5    | Giulia Gianesini      | Italien     | 300    |

### Slalom
| Rang | Name              | Land               | Punkte |
| ---- | ----------------- | ------------------ | ------ |
| 1    | Nolan Kasper      | Vereinigte Staaten | 402    |
| 2    | Alexis Pinturault | Frankreich         | 345    |
| 3    | Wolfgang Hörl     | Österreich         | 327    |
| 4    | Filip Trejbal     | Tschechien         | 317    |
| 5    | Reto Schmidiger   | Schweiz            | 261    |

| Rang | Name               | Land        | Punkte |
| ---- | ------------------ | ----------- | ------ |
| 1    | Fanny Chmelar      | Deutschland | 461    |
| 2    | Frida Hansdotter   | Schweden    | 459    |
| 3    | Carmen Thalmann    | Österreich  | 434    |
| 4    | Anna Swenn-Larsson | Schweden    | 399    |
| 5    | Christina Geiger   | Deutschland | 374    |

### Super-Kombination
| Rang | Name              | Land               | Punkte |
| ---- | ----------------- | ------------------ | ------ |
| 1    | Bernhard Graf     | Österreich         | 118    |
| 2    | Giovanni Borsotti | Italien            | 107    |
| 3    | Reto Schmidiger   | Schweiz            | 096    |
| 4    | Hagen Patscheider | Italien            | 095    |
| 5    | Nolan Kasper      | Vereinigte Staaten | 060    |
| 5    | Manuel Wieser     | Österreich         | 060    |

| Rang | Name                  | Land        | Punkte |
| ---- | --------------------- | ----------- | ------ |
| 1    | Jessica Depauli       | Österreich  | 300    |
| 2    | Joana Hählen          | Schweiz     | 138    |
| 3    | Tina Robnik           | Slowenien   | 120    |
| 4    | Lisa Magdalena Agerer | Italien     | 114    |
| 5    | Veronique Hronek      | Deutschland | 082    |
| 5    | Ramona Siebenhofer    | Österreich  | 082    |

## Podestplatzierungen Herren

### Abfahrt
| Datum      | Ort                 | 1. Platz                                                    | 2. Platz                                                    | 3. Platz                                                    |
| ---------- | ------------------- | ----------------------------------------------------------- | ----------------------------------------------------------- | ----------------------------------------------------------- |
| 10.11.2010 | Reiteralm (AUT)     | Wegen Schneemangels abgesagt. Ersatzrennen am 10. Dezember. | Wegen Schneemangels abgesagt. Ersatzrennen am 10. Dezember. | Wegen Schneemangels abgesagt. Ersatzrennen am 10. Dezember. |
| 10.12.2010 | Reiteralm (AUT)     | Wegen starken Schneefalls und Windes abgesagt.              | Wegen starken Schneefalls und Windes abgesagt.              | Wegen starken Schneefalls und Windes abgesagt.              |
| 12.01.2011 | Patscherkofel (AUT) | Vitus Lüönd (SUI)                                           | Johannes Kröll (AUT)                                        | Andreas Sander (GER)                                        |
| 14.01.2011 | Patscherkofel (AUT) | Wegen Regens und Warmwetters abgesagt.                      | Wegen Regens und Warmwetters abgesagt.                      | Wegen Regens und Warmwetters abgesagt.                      |
| 17.02.2011 | Sotschi (RUS)       | Wegen großer Neuschneemengen um einen Tag verschoben.       | Wegen großer Neuschneemengen um einen Tag verschoben.       | Wegen großer Neuschneemengen um einen Tag verschoben.       |
| 18.02.2011 | Sotschi (RUS)       | Manuel Kramer (AUT)                                         | Marc Gisin (SUI)                                            | Johannes Kröll (AUT)                                        |
| 23.02.2011 | Sarntal (ITA)       | Erik Fisher (USA)                                           | Hans Olsson (SWE)                                           | Petr Záhrobský (CZE)                                        |
| 02.03.2011 | Roccaraso (ITA)     | Wegen Schlechtwetters und großer Neuschneemengen abgesagt.  | Wegen Schlechtwetters und großer Neuschneemengen abgesagt.  | Wegen Schlechtwetters und großer Neuschneemengen abgesagt.  |
| 18.03.2011 | Formigal (ESP)      | Petr Záhrobský (CZE)                                        | Manuel Kramer (AUT)                                         | Ralf Kreuzer (SUI)                                          |

### Super-G
| Datum      | Ort               | 1. Platz                                                             | 2. Platz                                                             | 3. Platz                                                             |
| ---------- | ----------------- | -------------------------------------------------------------------- | -------------------------------------------------------------------- | -------------------------------------------------------------------- |
| 11.11.2010 | Reiteralm (AUT)   | Wegen Schneemangels abgesagt. Ersatzrennen am 26. Januar in Méribel. | Wegen Schneemangels abgesagt. Ersatzrennen am 26. Januar in Méribel. | Wegen Schneemangels abgesagt. Ersatzrennen am 26. Januar in Méribel. |
| 07.01.2011 | Wengen (SUI)      | Andrej Križaj (SLO)                                                  | Joachim Puchner (AUT)                                                | Mauro Caviezel (SUI)                                                 |
| 08.01.2011 | Wengen (SUI)      | Matteo Marsaglia (ITA)                                               | Gašper Markič (SLO)                                                  | Matthias Mayer (AUT)                                                 |
| 26.01.2011 | Méribel (FRA)     | Matthias Mayer (AUT)                                                 | Andreas Sander (GER) Bernhard Graf (AUT)                             |                                                                      |
| 18.02.2011 | Sotschi (RUS)     | Wegen der Verschiebung der Abfahrt abgesagt.                         | Wegen der Verschiebung der Abfahrt abgesagt.                         | Wegen der Verschiebung der Abfahrt abgesagt.                         |
| 25.02.2011 | Sarntal (ITA)     | Wegen starker Windböen um einen Tag verschoben.                      | Wegen starker Windböen um einen Tag verschoben.                      | Wegen starker Windböen um einen Tag verschoben.                      |
| 26.02.2011 | Sarntal (ITA)     | Hans Olsson (SWE)                                                    | Bernhard Graf (AUT)                                                  | Max Franz (AUT)                                                      |
| 03.03.2011 | Roccaraso (ITA)   | Wegen Schlechtwetters und großer Neuschneemengen abgesagt.           | Wegen Schlechtwetters und großer Neuschneemengen abgesagt.           | Wegen Schlechtwetters und großer Neuschneemengen abgesagt.           |
| 10.03.2011 | Sella Nevea (ITA) | Bernhard Graf (AUT)                                                  | Alexis Pinturault (FRA)                                              | Matthias Mayer (AUT)                                                 |
| 11.03.2011 | Sella Nevea (ITA) | Matthias Mayer (AUT)                                                 | Björn Sieber (AUT)                                                   | Bernhard Graf (AUT)                                                  |
| 19.03.2011 | Formigal (ESP)    | Hans Olsson (SWE)                                                    | Matthias Mayer (AUT)                                                 | Bernhard Graf (AUT)                                                  |

### Riesenslalom
| Datum      | Ort                       | 1. Platz                | 2. Platz                | 3. Platz                |
| ---------- | ------------------------- | ----------------------- | ----------------------- | ----------------------- |
| 27.11.2010 | Trysil (NOR)              | Giovanni Borsotti (ITA) | Fritz Dopfer (GER)      | Iver Bjerkestrand (NOR) |
| 28.11.2010 | Trysil (NOR)              | Matts Olsson (SWE)      | Fritz Dopfer (GER)      | Giovanni Borsotti (ITA) |
| 14.12.2010 | St. Vigil/Kronplatz (ITA) | Kalle Palander (FIN)    | Giovanni Borsotti (ITA) | Alexis Pinturault (FRA) |
| 15.01.2011 | Kirchberg (AUT)           | Alexis Pinturault (FRA) | Giovanni Borsotti (ITA) | Florian Eisath (ITA)    |
| 18.01.2011 | Zuoz (SUI)                | Alexis Pinturault (FRA) | Cyprien Richard (FRA)   | Justin Murisier (SUI)   |
| 21.01.2011 | Oberjoch (GER)            | Cyprien Richard (FRA)   | Alexis Pinturault (FRA) | Mattia Casse (ITA)      |
| 28.01.2011 | Méribel (FRA)             | Tommy Ford (USA)        | Markus Nilsen (NOR)     | Alexis Pinturault (FRA) |
| 11.02.2011 | Monte Pora (ITA)          | Alexis Pinturault (FRA) | Fritz Dopfer (GER)      | Christoph Nösig (AUT)   |
| 15.03.2011 | Formigal (ESP)            | Hagen Patscheider (ITA) | Justin Murisier (SUI)   | Mathieu Faivre (FRA)    |

### Slalom
| Datum      | Ort                        | 1. Platz                                                                   | 2. Platz                                                                   | 3. Platz                                                                   |
| ---------- | -------------------------- | -------------------------------------------------------------------------- | -------------------------------------------------------------------------- | -------------------------------------------------------------------------- |
| 01.12.2010 | Åre (SWE)                  | Das Rennen wurde nach einem Verkehrsunfall der Schweizer Trainer abgesagt. | Das Rennen wurde nach einem Verkehrsunfall der Schweizer Trainer abgesagt. | Das Rennen wurde nach einem Verkehrsunfall der Schweizer Trainer abgesagt. |
| 02.12.2010 | Åre (SWE)                  | Marc Gini (SUI)                                                            | Markus Larsson (SWE)                                                       | Reinfried Herbst (AUT)                                                     |
| 15.12.2010 | Obereggen (ITA)            | André Myhrer (SWE)                                                         | Will Gregorak (USA)                                                        | Michael Janyk (CAN)                                                        |
| 17.12.2010 | Pozza di Fassa (ITA)       | Jens Byggmark (SWE)                                                        | Nolan Kasper (USA)                                                         | Wolfgang Hörl (AUT)                                                        |
| 18.12.2010 | Madonna di Campiglio (ITA) | Patrick Thaler (ITA)                                                       | Jens Byggmark (SWE)                                                        | Mattias Hargin (SWE)                                                       |
| 16.01.2011 | Kirchberg (AUT)            | Alexis Pinturault (FRA)                                                    | Nolan Kasper (USA)                                                         | Leif Kristian Haugen (NOR)                                                 |
| 19.01.2011 | Zuoz (SUI)                 | Nolan Kasper (USA)                                                         | Marc Gini (SUI)                                                            | Reto Schmidiger (SUI)                                                      |
| 22.01.2011 | Oberjoch (GER)             | Reto Schmidiger (SUI)                                                      | Wolfgang Hörl (AUT)                                                        | Filip Trejbal (CZE)                                                        |
| 12.02.2011 | Monte Pora (ITA)           | Giuliano Razzoli (ITA)                                                     | Brad Spence (CAN)                                                          | Nolan Kasper (USA)                                                         |
| 07.03.2011 | Kranjska Gora (SLO)        | Alexis Pinturault (FRA)                                                    | Wolfgang Hörl (AUT)                                                        | Nolan Kasper (USA)                                                         |
| 08.03.2011 | Platak (CRO)               | Wegen Schneemangels und Schlechtwetters abgesagt.                          | Wegen Schneemangels und Schlechtwetters abgesagt.                          | Wegen Schneemangels und Schlechtwetters abgesagt.                          |
| 16.03.2011 | Formigal (ESP)             | Roberto Nani (ITA)                                                         | Patrick Thaler (ITA)                                                       | Stefano Gross (ITA)                                                        |

### Super-Kombination
| Datum      | Ort           | 1. Platz                | 2. Platz                | 3. Platz            |
| ---------- | ------------- | ----------------------- | ----------------------- | ------------------- |
| 27.01.2011 | Méribel (FRA) | Giovanni Borsotti (ITA) | Reto Schmidiger (SUI)   | Nolan Kasper (USA)  |
| 24.02.2011 | Sarntal (ITA) | Bernhard Graf (AUT)     | Hagen Patscheider (ITA) | Manuel Wieser (AUT) |

## Podestplatzierungen Damen

### Abfahrt
| Datum      | Ort              | 1. Platz                                                                          | 2. Platz                                                                          | 3. Platz                                                                          |
| ---------- | ---------------- | --------------------------------------------------------------------------------- | --------------------------------------------------------------------------------- | --------------------------------------------------------------------------------- |
| 16.12.2010 | St. Moritz (SUI) | Tamara Wolf (SUI)                                                                 | Mélissa Voutaz (SUI)                                                              | Tamara Tippler (AUT)                                                              |
| 12.01.2011 | Zauchensee (AUT) | Stefanie Moser (AUT)                                                              | Nicole Schmidhofer (AUT)                                                          | Regina Mader (AUT)                                                                |
| 27.01.2011 | Pila (ITA)       | Tina Robnik (SLO)                                                                 | Mariella Voglreiter (AUT)                                                         | Stefanie Moser (AUT)                                                              |
| 23.02.2011 | Sotschi (RUS)    | Mariella Voglreiter (AUT)                                                         | Tamara Tippler (AUT)                                                              | Mirjam Puchner (AUT)                                                              |
| 24.02.2011 | Sotschi (RUS)    | Stefanie Moser (AUT)                                                              | Mariella Voglreiter (AUT)                                                         | Tamara Tippler (AUT)                                                              |
| 16.03.2011 | Formigal (ESP)   | Abgesagt, da wegen Schlechtwetters kein Trainingslauf durchgeführt werden konnte. | Abgesagt, da wegen Schlechtwetters kein Trainingslauf durchgeführt werden konnte. | Abgesagt, da wegen Schlechtwetters kein Trainingslauf durchgeführt werden konnte. |

### Super-G
| Datum      | Ort              | 1. Platz                                                                   | 2. Platz                                                                   | 3. Platz                                                                   |
| ---------- | ---------------- | -------------------------------------------------------------------------- | -------------------------------------------------------------------------- | -------------------------------------------------------------------------- |
| 05.12.2010 | Kvitfjell (NOR)  | Jessica Depauli (AUT)                                                      | Veronique Hronek (GER)                                                     | Mirjam Puchner (AUT)                                                       |
| 14.01.2011 | Zauchensee (AUT) | Wegen Regens und Warmwetters abgesagt. Ersatzrennen am 25. Januar in Pila. | Wegen Regens und Warmwetters abgesagt. Ersatzrennen am 25. Januar in Pila. | Wegen Regens und Warmwetters abgesagt. Ersatzrennen am 25. Januar in Pila. |
| 24.01.2011 | Pila (ITA)       | Verena Stuffer (ITA) Jessica Depauli (AUT)                                 |                                                                            | Tamara Tippler (AUT)                                                       |
| 25.01.2011 | Pila (ITA)       | Jessica Depauli (AUT)                                                      | Tina Robnik (SLO)                                                          | Stefanie Moser (AUT)                                                       |
| 11.02.2011 | Lélex (FRA)      | Jessica Depauli (AUT)                                                      | Fränzi Aufdenblatten (SUI)                                                 | Priska Nufer (SUI)                                                         |
| 26.02.2011 | Sotschi (RUS)    | Stefanie Moser (AUT)                                                       | Lisa Magdalena Agerer (ITA)                                                | Tamara Tippler (AUT)                                                       |
| 17.03.2011 | Formigal (ESP)   | Wegen Schlechtwetters abgesagt.                                            | Wegen Schlechtwetters abgesagt.                                            | Wegen Schlechtwetters abgesagt.                                            |

### Riesenslalom
| Datum      | Ort                        | 1. Platz                                          | 2. Platz                                          | 3. Platz                                          |
| ---------- | -------------------------- | ------------------------------------------------- | ------------------------------------------------- | ------------------------------------------------- |
| 03.12.2010 | Kvitfjell (NOR)            | Lisa Magdalena Agerer (ITA)                       | Veronique Hronek (GER)                            | Veronica Smedh (SWE)                              |
| 19.12.2010 | Limone Piemonte (ITA)      | Lisa Magdalena Agerer (ITA)                       | Veronique Hronek (GER) Kathrin Fuhrer (SUI)       |                                                   |
| 20.12.2010 | Limone Piemonte (ITA)      | Sara Hector (SWE)                                 | Veronika Staber (GER)                             | Barbara Wirth (GER)                               |
| 08.01.2011 | St. Sebastian (AUT)        | Veronique Hronek (GER)                            | Giulia Gianesini (ITA)                            | Simona Hösl (GER)                                 |
| 16.01.2011 | Bischofswiesen (GER)       | Abgesagt. Ersatzrennen am 15. Februar in Abetone. | Abgesagt. Ersatzrennen am 15. Februar in Abetone. | Abgesagt. Ersatzrennen am 15. Februar in Abetone. |
| 20.01.2011 | Beckenried/Klewenalp (SUI) | Wegen Neuschnees und weicher Piste abgesagt.      | Wegen Neuschnees und weicher Piste abgesagt.      | Wegen Neuschnees und weicher Piste abgesagt.      |
| 08.02.2011 | Courchevel (FRA)           | Marion Bertrand (FRA)                             | Giulia Gianesini (ITA)                            | Veronika Staber (GER)                             |
| 14.02.2011 | Abetone (ITA)              | Jessica Depauli (AUT)                             | Giulia Gianesini (ITA)                            | Simona Hösl (GER)                                 |
| 15.02.2011 | Abetone (ITA)              | Marion Pellissier (FRA)                           | Jessica Depauli (AUT)                             | Giulia Gianesini (ITA)                            |
| 09.03.2011 | Soldeu (AND)               | Jessica Depauli (AUT)                             | Elena Curtoni (ITA)                               | Veronique Hronek (GER)                            |
| 11.03.2011 | La Molina (ESP)            | Simona Hösl (GER)                                 | Julia Dygruber (AUT)                              | Veronique Hronek (GER)                            |
| 14.03.2011 | Formigal (ESP)             | Wegen Schlechtwetters abgesagt.                   | Wegen Schlechtwetters abgesagt.                   | Wegen Schlechtwetters abgesagt.                   |

### Slalom
| Datum      | Ort                  | 1. Platz                                        | 2. Platz                                        | 3. Platz                                        |
| ---------- | -------------------- | ----------------------------------------------- | ----------------------------------------------- | ----------------------------------------------- |
| 10.12.2010 | Gressoney (ITA)      | Frida Hansdotter (SWE)                          | Therese Borssén (SWE)                           | Christina Geiger (GER)                          |
| 11.12.2010 | Gressoney (ITA)      | Therese Borssén (SWE)                           | Anna Swenn-Larsson (SWE)                        | Simona Hösl (GER)                               |
| 09.01.2011 | St. Sebastian (AUT)  | Katharina Dürr (GER)                            | Wendy Holdener (SUI)                            | Fanny Chmelar (GER)                             |
| 17.01.2011 | Bischofswiesen (GER) | Abgesagt. Ersatzrennen am selben Tag in Tarvis. | Abgesagt. Ersatzrennen am selben Tag in Tarvis. | Abgesagt. Ersatzrennen am selben Tag in Tarvis. |
| 17.01.2011 | Tarvis (ITA)         | Katharina Dürr (GER)                            | Frida Hansdotter (SWE)                          | Fanny Chmelar (GER)                             |
| 18.01.2011 | Tarvis (ITA)         | Christina Geiger (GER)                          | Frida Hansdotter (SWE)                          | Emelie Wikström (SWE)                           |
| 21.01.2011 | Melchsee-Frutt (SUI) | Fanny Chmelar (GER)                             | Simona Hösl (GER)                               | Bernadette Schild (AUT)                         |
| 09.02.2011 | Courchevel (FRA)     | Nastasia Noens (FRA)                            | Carmen Thalmann (AUT)                           | Bernadette Schild (AUT)                         |
| 15.02.2011 | Abetone (ITA)        | Abgesagt. Ersatzrennen am 18. Januar in Tarvis. | Abgesagt. Ersatzrennen am 18. Januar in Tarvis. | Abgesagt. Ersatzrennen am 18. Januar in Tarvis. |
| 01.03.2011 | Zakopane (POL)       | Nastasia Noens (FRA)                            | Carmen Thalmann (AUT)                           | Erin Mielzynski (CAN)                           |
| 02.03.2011 | Jasná (SVK)          | Christina Geiger (GER)                          | Fanny Chmelar (GER)                             | Carmen Thalmann (AUT)                           |
| 10.03.2011 | Soldeu (AND)         | Carmen Thalmann (AUT)                           | Laurie Mougel (FRA)                             | Jana Gantnerová (SVK)                           |
| 13.03.2011 | Formigal (ESP)       | Jessica Depauli (AUT)                           | Simona Hösl (GER)                               | Monica Hübner (GER)                             |

### Super-Kombination
| Datum            | Ort              | 1. Platz              | 2. Platz               | 3. Platz                                         |
| ---------------- | ---------------- | --------------------- | ---------------------- | ------------------------------------------------ |
| 04.12.2010       | Kvitfjell (NOR)  | Jessica Depauli (AUT) | Tina Robnik (SLO)      | Joana Hählen (SUI)                               |
| 15./16.12.2010 * | St. Moritz (SUI) | Jessica Depauli (AUT) | Sara Hector (SWE)      | Joana Hählen (SUI)                               |
| 12.02.2011       | Lélex (FRA)      | Jessica Depauli (AUT) | Veronique Hronek (GER) | Stefanie Moser (AUT) Lisa Magdalena Agerer (ITA) |

* Der Slalom wurde am 15. Dezember ausgetragen, die Abfahrt musste wegen Schlechtwetters auf den nächsten Tag verschoben werden.